# Batalha de Arcis-sur-Aube
A Batalha de Arcis-sur-Aube (20–21 de março de 1814) foi a penúltima batalha travada pelo imperador francês Napoleão Bonaparte antes da sua primeira abdicação e exílio em Elba (a última foi a Batalha de Saint-Dizier).
A França estava sendo invadida pelas potências europeias, que pretendiam derrubar Napoleão do poder, ao fim da Guerra da Sexta Coalizão. Duas forças marchavam rumo a Paris: uma tropa liderada pelo general prussiano Gebhard von Blücher e outra pelo marechal austríaco Karl Schwarzenberg. O imperador francês pretendia combater as duas forças de forma separadas. Em 20 de abril, os franceses enfrentaram os soldados de Schwarzenberg mas nenhum combate significativo aconteceu. No dia seguinte, reforços chegaram aos austríacos, que agora somavam 80 000 homens (contra menos de 30 000 franceses). Percebendo a desvantagem numérica, Napoleão ordena uma retirada, mas deixa o marechal Nicolas-Charles Oudinot para atrás para atrasar o avanço inimigo e permitir que suas forças recuassem em segurança. Quando o comando austríaco percebeu, eles tentaram de todo o jeito quebrar as linhas de Oudinot, mas não conseguiram. Ao fim do dia 21, os exércitos franceses haviam se retirado em direção a Paris e os Aliados continuaram sua marcha. Um pouco mais de uma semana mais tarde, Bonaparte abdicava do trono da França.